# Hørning (stacja kolejowa)
Hørning (duński: Hørning Station) – stacja kolejowa w miejscowości Hørning, w regionie Jutlandia Środkowa, w Danii. Znajduje się na Fredericia – Aarhus.
Stacja jest zarządzana i obsługiwana przez Danske Statsbaner.

## Linie kolejowe
- Linia Fredericia – Aarhus